# Le Mans Series 2013
Le Mans Series 2013 är den nionde säsongen av långdistansserien för sportvagnar och GT-bilar, Le Mans Series. Säsongen omfattar fem deltävlingar. Efter den turbulenta säsongen 2012 med minskat intresse från tävlingsteamen och inställda tävlingar införs flera förändringar, där den viktigaste är att tävlingsdistansen kortas från sex timmar till tre.

## Tävlingskalender
| Datum        | Tävling                 | Segrare LMP2 - Team              | Segrare LMPC - Team         | Segrare LMGTE - Team                    | Segrare GTC - Team                         |
| Datum        | Tävling                 | Segrare LMP2 - Förare            | Segrare LMPC - Förare       | Segrare LMGTE - Förare                  | Segrare GTC - Förare                       |
| ------------ | ----------------------- | -------------------------------- | --------------------------- | --------------------------------------- | ------------------------------------------ |
| 13 april     | Silverstone 3-timmars   | Jota Sport                       | Team Endurance Challenge    | Proton Competition                      | Ecurie Ecosse                              |
| 13 april     | Silverstone 3-timmars   | Simon Dolan Oliver Turvey        | Soheil Ayari Anthony Pons   | Christien Ried Gianluca Roda Nick Tandy | Andrew Smith Ollie Millroy Alisdair McCaig |
| 18 maj       | Imola 3-timmars         | Thiriet by TDS Racing            | Team Endurance Challenge    | RAM Racing                              | SMP Racing                                 |
| 18 maj       | Imola 3-timmars         | Pierre Thiriet Mathias Beche     | Paul Loup Chati Gary Hirsch | Johnny Mowlem Matt Griffin              | Fabio Babini Kirill Ladygin Viktor Shaitar |
| 20 juli      | Red Bull Ring 3-timmars | Thiriet by TDS Racing            | Team Endurance Challenge    | RAM Racing                              | SMP Racing                                 |
| 20 juli      | Red Bull Ring 3-timmars | Pierre Thiriet Mathias Beche     | Paul Loup Chati Gary Hirsch | Johnny Mowlem Matt Griffin              | Fabio Babini Kirill Ladygin Viktor Shaitar |
| 14 september | Hungaroring 3-timmars   | Signatech Alpine                 | Team Endurance Challenge    | Proton Competition                      | SMP Racing                                 |
| 14 september | Hungaroring 3-timmars   | Pierre Ragues Nelson Panciatici  | Paul Loup Chati Gary Hirsch | Christian Ried Nick Tandy Klaus Bachler | Fabio Babini Kirill Ladygin Viktor Shaitar |
| 28 september | Castellet 3-timmars     | Murphy Prototypes                | Team Endurance Challenge    | Ram Racing                              | SMP Racing                                 |
| 28 september | Castellet 3-timmars     | Brendon Hartley Jonathan Hirschi | Soheil Ayari Anthony Pons   | Johnny Mowlem Matt Griffin              | Fabio Babini Kirill Ladygin Viktor Shaitar |

## Slutställning
| Klass | Förare                                     | Team                     | Bil         | Motor   |
| ----- | ------------------------------------------ | ------------------------ | ----------- | ------- |
| LMP2  | Pierre Ragues Nelson Panciatici            | Signatech Alpine         | Alpine      | Nissan  |
| LMPC  | Paul-Loup Chatin Gary Hirsch               | Team Endurance Challenge |             |         |
| LMGTE | Johnny Mowlem Matt Griffin                 | Ram Racing               | Ferrari 458 | Ferrari |
| GTC   | Fabio Babini Kirill Ladygin Viktor Shaitar | SMP Racing               |             |         |